# Кальберла
Кальберла (нем. Calberlah) — община в Германии, в земле Нижняя Саксония.
Входит в состав района Гифхорн. Подчиняется управлению Изенбюттель. Население составляет 5086 человек (на 31 декабря 2010 года). Занимает площадь 27,64 км².
Коммуна подразделяется на 7 сельских округов.
| Год  | Население |
| ---- | --------- |
| 1990 | 3946      |
| 1995 | 4767      |
| 2000 | 4847      |
| 2005 | 5232      |
| 2010 | 5114      |